# 陳柏秀
陳柏秀，中華民國外交官、政府官員。曾任外交部非政府組織國際事務會執行秘書、駐胡志明市台北經濟文化辦事處總領事銜處長、外交部南部辦事處長、駐阿曼王國臺北經濟文化辦事處大使銜代表等職務。

## 職業生涯
2011年4月，台北國際花卉博覽會閉幕，由於希臘參展單位與臺北市政府溝通上的誤會，後來傳出希臘因此接受中華人民共和國的抗議，不讓中華民國國旗出現在希臘所舉辦的卡發西亞花卉展（Kifissia Flower Show）。外交部非政府組織國際事務會執行秘書陳柏秀表示，駐希臘代表處有收到相關反應，正與台北市政府、花博等單位瞭解來龍去脈，盼能圓滿落幕。外交部已掌握希臘花卉展不設立我國國旗的狀況，正積極溝通協調，力爭國旗留在展場。
2014年5月，越南發生排華暴動波及台商，抗議者誤將台灣工廠當成目標，造成嚴重損失，駐胡志明市處長陳柏秀前往平陽省與同奈省表達關切，表示「損毀很嚴重，我覺得至少有200家工廠受到影響，平陽省與同奈省的一些工廠被燒毀。」財產損失的程度仍不清楚，因為很多老闆逃離工廠，尚未回去調查毀壞情況，「但是總數非常、非常大。」陳柏秀已對越南提出嚴正要求「不得批准遊行活動」，才剛發生暴動就要辦大遊行，將造成台商更大恐慌。受暴動影響的工業區，幾乎所有台商都已停工，營業損失無法估計，除了台商逃難驚恐造成身心受創，「台越關係更是嚴重受損」。